# とがわはなまる
とがわはなまるは日本の漫画家。

## 作品一覧
- ANGEL POWDER - 『月刊電撃コミックガオ!』連載、メディアワークス刊行
- スーパーカヴァーズ
- SORA YUKI HIKARI - 宙出版
- Baby jelly candy とがわはなまる画集 - 宙出版
- ベイベー・ジェッツ とがわはなまる作品集 - 宙出版